# Avenida de Uruguay
La avenida de Uruguay es una de las principales avenidas de la ciudad española de Pontevedra, situada en el norte de la ciudad, en el barrio de A Moureira. Es una de las más importantes vías de ronda de la capital pontevedresa.

## Origen del nombre
La avenida toma su nombre del país sudamericano de Uruguay, al que emigraron numerosos pontevedreses, teniendo como lugar de reunión el Centro Gallego de Montevideo.

## Historia
Hasta principios del siglo XX, el área donde hoy se encuentra la avenida de Uruguay era una ribera de contornos irregulares, donde la ría formaba entrantes y salientes en el litoral costero. En esta ribera se encontraban los muelles del puerto de Pontevedra en los que se construyó en el siglo XV la carabela Santa María, también llamada "La Gallega".
Con el decaimiento del puerto de Pontevedra, se inició la gran modificación del litoral pontevedrés, con rellenos que hicieron desaparecer los antiguos muelles de ribera de A Moureira. En 1909 se aprobó el proyecto del ingeniero León Domercq Alzúa para el encauzamiento y saneamiento de la ría con la realización de una gran escollera en la actual avenida de Uruguay. Se efectuaron en una primera fase rellenos a partir de 1910 desde el puente del Burgo hasta el puente de la Barca, que concluyeron en 1914. Para la construcción de este malecón, que sepultó los antiguos muelles de ribera y transformó el contorno litoral dotándolo de una forma rectilínea, la Diputación Provincial de Pontevedra aportó 25.000 pesetas.
En 1912, con el malecón recién construido, se acordó denominar la nueva vía resultante Avenida de Canalejas, presidente del Consejo de Ministros muerto ese año en atentado, si bien la población empezó a llamarla popularmente paseo de los Malecones.
El 22 de noviembre de 1918, a petición del Centro Gallego, la Casa de Galicia y el Comité del Día de Galicia de Montevideo, se decidió dar el nombre de Avenida de Uruguay a la nueva calle. En la década de 1920, los rellenos estaban completamente consolidados, y la avenida operaba plenamente como vía de comunicación.
El 27 de enero de 1926, el Diario de Pontevedra recogió una curiosa historia: tras unas obras en el malecón de A Moureira, cerca del puente de la Barca (en lo que hoy sería la confluencia entre la Avenida de Uruguay y la calle de la Barca), comenzó a difundirse el rumor del hallazgo de un tesoro enterrado. El periódico relataba que durante una voladura realizada por el contratista Sr. Fontao, apareció una gran caja oculta bajo tierra. De inmediato, la leyenda se tejió en torno al descubrimiento: se dijo que aquel cofre había sido escondido por el célebre pirata pontevedrés Benito Soto, y que contenía joyas y monedas de oro saqueadas del navío británico Estrella Polar o Morning Star. Incluso se aseguraba que junto al arcón se hallaron dos pistolas y un sable, presuntamente propiedad del propio Soto, quien habría sido detenido antes de poder recuperar su botín.
A partir de la década de 1960 con el desarrollismo urbanístico de esos años, muchas de las casas tradicionales de pescadores de A Moureira que bordeaban la avenida fueron desapareciendo y en la década de 1990 las restantes fueron sustituidas por edificios modernos que modificaron la fisionomía del frente litoral y dificultaron la vista de la Basílica de Santa María la Mayor desde el mar. En 1989 se iniciaron las obras para transformar la ribera del río en una avenida de cuatro carriles, y en los años 1990 grandes edificios sustituyeron a muchas de las casas tradicionales que quedaban.
En 1987 una crecida del Lérez, causada por una borrasca, dañó numerosas embarcaciones de la ría y aceleró el proyecto de un puerto deportivo en la ciudad, impulsado por el Club Náutico y su sección de piragüismo. Las obras del nuevo Puerto Deportivo de Pontevedra en el centro de la avenida de Uruguay comenzaron en 1994 y el mismo fue inaugurado en 1996, con tres líneas de pantalanes y 140 amarres por lado.
En 2008, el ayuntamiento de Pontevedra convocó un concurso de ideas para el diseño de un nuevo puente  en las inmediaciones del puerto deportivo, denominado puente de las Corrientes, eligiendo finalmente el diseño de un puente de arco tesado por su modernidad y armonía con el entorno, ya que sus arcos metálicos de 10 metros no obstaculizaban la vista de la Basílica de Santa María la Mayor. La construcción comenzó el 23 de diciembre de 2008 y el puente se inauguró el 28 de junio de 2012, entroncando por medio de una rotonda con la avenida de Uruguay.

## Descripción

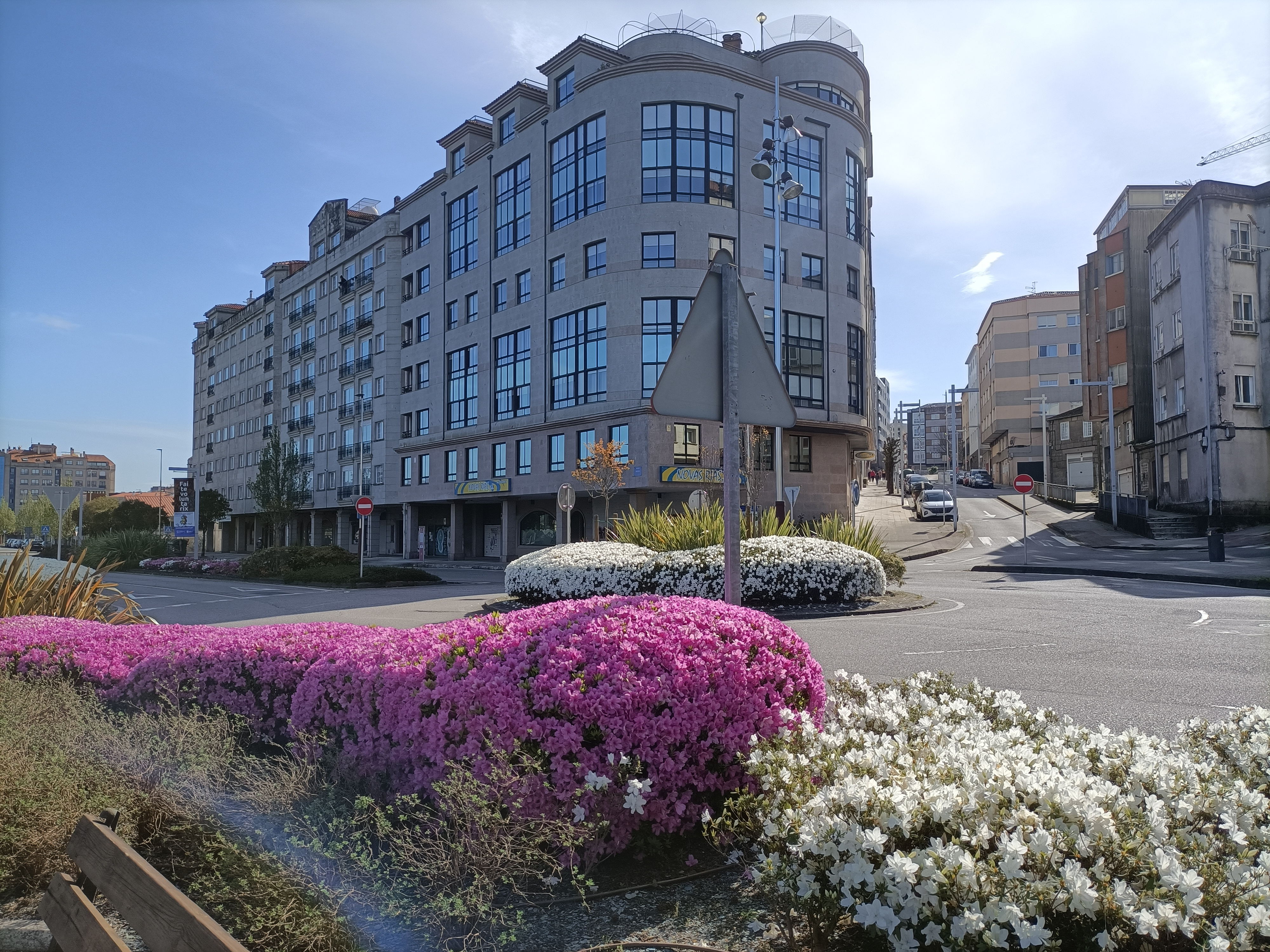
La avenida de Uruguay y la calle de la Barca en 2025.

La avenida de Uruguay es una avenida llana de 760 metros de longitud que funciona como una importante vía de ronda de la capital pontevedresa a lo largo del río Lérez. Se encuentra en el barrio de A Moureira y se extiende desde la calle de la Barca en las inmediaciones del puente de la Barca como continuación de la avenida de las Corvaceiras, hasta la plaza de Valentín García Escudero, en las inmediaciones del puente del Burgo y el inicio de la avenida de Buenos Aires.
Es una avenida que tiene una anchura media de 22 metros y que cuenta con cuatro carriles de circulación y cuatro rotondas ajardinadas a lo largo de su trazado para facilitar los enlaces con diversas calles de A Moureira. Por el lado norte está bordeada longitudinalmente por el paseo de Orillamar y por su lado sur confluyen en ella las calles Urco, Jofre de Tenorio, Domingo de Andrade, Antonio Rey Soto y Travesía de la Galera.
En la parte norte de la avenida de Uruguay en la mitad de su trazado destaca el edificio del Puerto Deportivo de Pontevedra, sede del Club Naval de Pontevedra. Cuenta con 142 amarres en régimen de alquiler y un calado de 2 metros. Ofrece diversos servicios como agua, electricidad, vigilancia, duchas, combustible y recogida de residuos. En su planta superior se localiza la sala de fiestas Zennet.
También en la mitad del trazado de la avenida permitiendo la comunicación con el otro lado de la ría se encuentra el puente de las Corrientes. El puente, de 116 metros de luz, cuenta con dos arcos de acero blanco de 10,5 metros de altura que sostienen el tablero mediante 17 tirantes. Su estructura, apoyada en cimientos de hormigón, es ligera y elegante. Dispone de dos calzadas por sentido, carril bici y pasarelas peatonales cubiertas, separando el tráfico motorizado del peatonal y ciclista. Además, incluye un paso subterráneo peatonal con luz natural y una mampara de cristal que permite ver el agua durante las mareas altas.

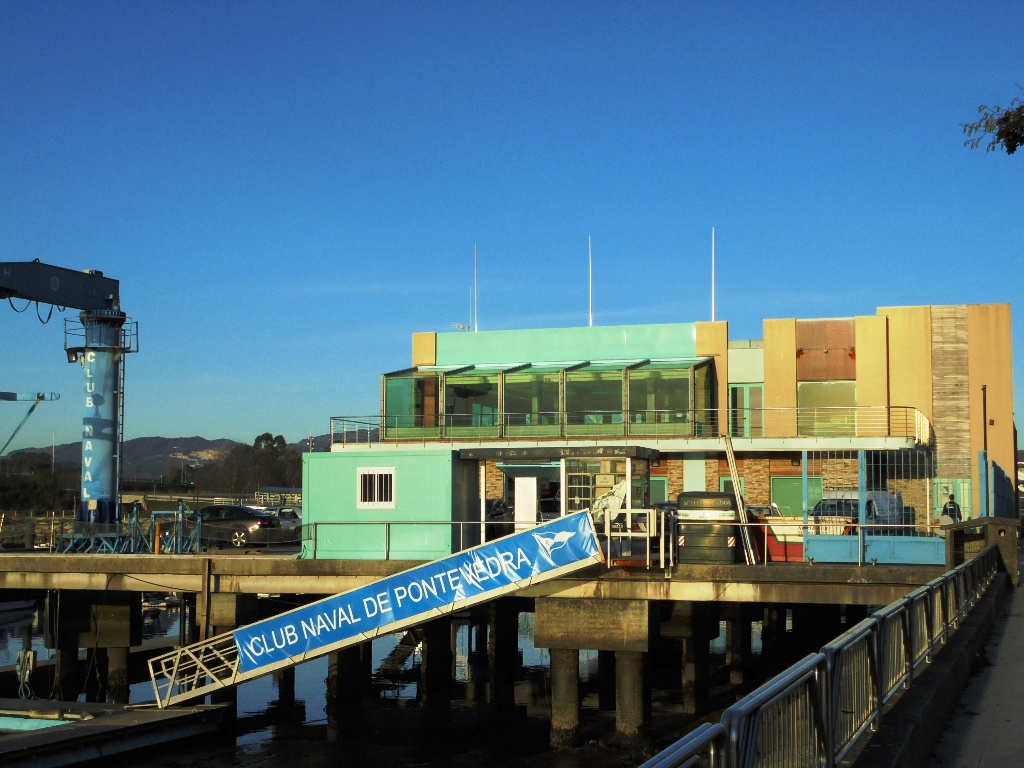
Edificio del Puerto Deportivo de Pontevedra en la avenida de Uruguay.

La mayoría de los edificios de viviendas actuales a lo largo de la avenida tienen siete plantas de altura y fueron construidos entre mediados y finales de la década de 1990. Cerca del final de la avenida se encuentran instalaciones pertenecientes al Ministerio de Obras Públicas, Transportes y Medio Ambiente. En el primer tramo de la avenida, haciendo esquina con la Travesía de la Galera, se localiza la edificación muy reformada del último alfolí  de la ciudad (almacén de la sal que servía para conservar el pescado proveniente del puerto), que tiene sus orígenes en el siglo XVI.
La avenida está arbolada a lo largo de su trazado. En su lado norte cuenta con distintas especies arbóreas a lo largo del paseo de Orillamar. En su lado sur, en las aceras delante de las edificaciones dispone de múltiples arboles entre los que destacan los liquidambares, ciruelos de Pissard, aligustres de China o pitosporos.